# مذبحة تشاو دوك
حدثت مذبحة تشاو دوك في 11 تموز من عام 1957 وراح ضحيتها سبعة عشر شخصاً في بلدة تشاو دوك الصغيرة في مقاطعة أن زانغ بالقرب من الحدود مع كمبوديا، والتي كانت تُعرف في ذلك الوقت باسم فيتنام الجنوبية. كانت عمليات القتل جزءًا من حملة ضيقة النطاق استهدفت مسؤولين من جنوب فيتنام.

## الخلفية
بقي الآلاف من كوادر منظمة فييت مينه في أماكنهم بعد تقسيم البلاد إلى شمال وجنوب فيتنام. وكانت الحكومة الفيتنامية الشمالية قد أكدت أن الاستفتاء على الوحدة تماشياً مع اتفاقيات جنيف سوف يمضي قدماً. وعلى هذا الأساس فقد منعت الحكومة الشمالية كوادر فييت مينه الجنوبيين من القيام بأي شيء سوى أعمال تمرد قليلة الأهمية، مثل اغتيال مسؤولين من حكومة ديم من فيتنام الجنوبية بدلاً من الاشتباكات العسكرية واسعة النطاق. وانضمت إليهم عناصر أخرى مناوئة للحكومة كانت قد نجت من حملة حكومة ديم ضد جماعات المعارضة مثل طوائف هوا هاو وكاو داي.

## قتلى الحانة
اقتحم متمردون في 11 تموز/يوليو عام 1957 حانة في تشاو دوك وقتلوا 17 شخصاً كانوا يشربون داخلها، وكان هذا جزءًا من أعمال العنف ضد حكومة نغو دينه ديم. قُيّد الضحايا ثم أطلق المتمردون النار عليهم. وذكرت الصحف الأمريكية أن عمليات القتل كانت نتيجة للدعاية التي نشرتها القوات الشيوعية بأن قتل 20 شخصاً سيجعل الشخص قادراً على الطيران وأن أي شخص يقتل 100 «سيصبح ملاكاً». وألقت باللوم في أعمال القتل هذه على المتمردين الشيوعيين ومقاتلي طائفة هوا هاو المحظورة. في حين لم يأخذ الفيتناميون المتمدنون هذه الادعاءات على محمل الجد، فكان الأشخاص الريفيون عرضة أكثر للتأثر بهذه الخرافات إذ صدقوا أن قتل الأشخاص سيعطيهم قوى خاصة.